# Communauté de communes de Ruffec
Die Communauté de communes de Ruffec ist ein ehemaliger französischer Gemeindeverband (Communauté de communes) im Département Charente und der Region Poitou-Charentes. Er wurde am 31. Dezember 1998 gegründet.

## Mitglieder
| Code INSEE | Gemeinde    | Maire                | Bevölkerung | Fläche    | Bev.dichte    | Delegierte |
| ---------- | ----------- | -------------------- | ----------- | --------- | ------------- | ---------- |
| 16031      | Barro       | Paul Gaildraud       | 265 Einw.   | 10,65 km² | 25 Einw./km²  |            |
| 16039      | Bernac      | Jean-Jacques Vrignon | 420 Einw.   | 8,46 km²  | 50 Einw./km²  |            |
| 16044      | Bioussac    | Nicolas Wisser       | 226 Einw.   | 15,64 km² | 14 Einw./km²  |            |
| 16104      | Condac      | Marie-France Suaud   | 470 Einw.   | 9,59 km²  | 49 Einw./km²  |            |
| 16136      | La Faye     | Albert Saint Louis   | 602 Einw.   | 13,44 km² | 42 Einw./km²  |            |
| 16002      | Les Adjots  | Josette Pacton       | 390 Einw.   | 10,94 km² | 36 Einw./km²  |            |
| 16292      | Ruffec      | Bernard Charbonneau  | 3 630 Einw. | 13,37 km² | 272 Einw./km² |            |
| 16378      | Taizé-Aizie | Marcel Picaud        | 564 Einw.   | 14,81 km² | 38 Einw./km²  |            |
|            |             |                      | 6 533 Einw. | 96,90 km² | 67 Einw./km²  |            |

## Quelle
- Le SPLAF - (Website zur Bevölkerung und Verwaltungsgrenzen in Frankreich (frz.))